# Amata kuatuna
Amata kuatuna là một loài bướm đêm thuộc phân họ Arctiinae, họ Erebidae.